# Roksem
Roksem is een dorp in de Belgische provincie West-Vlaanderen en een deelgemeente van de stad Oudenburg. Het was een zelfstandige gemeente tot aan de gemeentelijke herindeling van 1977. Roksem ligt een tweetal kilometer ten zuiden van Oudenburg zelf, op de steenweg van Brugge naar Gistel en Nieuwpoort. Nauwelijks een kilometer meer naar het westen langs deze weg ligt het dorpscentrum van Westkerke.

## Geschiedenis
Omdat Roksem op een relatief hooggelegen zandopduiking ligt, was er al vroeg bewoning, mogelijk al voor de Romeinse tijd. De Romeinen legden de Zeeweg aan, van het huidige Aartrijke via Oudenburg naar de kust. In 1870 werd een Romeinse muntschat gevonden, die verband hield met de invallen van Germaanse stammen tussen 250 en 275.
In 745 werd de naam Hrochashem of Herualdolugo voor het eerst vermeld en werd de parochie ondergeschikt aan de Abdij van Sint-Bertinus te Sint-Omaars. Omstreeks 1566 werd de kerk van Roksem door de Geuzen verwoest. De parochie werd opgeheven. In 1683-1684 werd het dorp verwoest door Franse troepen. De tot ruïne vervallen kerk werd in 1757 gesloopt. In 1755 werd de Brugsesteenweg gemoderniseerd en verhard.
Een wat grotere woonkern ontstond in de 2e helft van de 19e eeuw. Er kwamen enkele herbergen en een klooster van de Zusters van de Heilige Vincentius a Paulo. In 1964 werd een nieuwe kerk ingewijd bij een nieuwe woonwijk waaraan in 1986 nog de Tarwestraat werd toegevoegd.
In de jaren '70 van de 20e eeuw werden zandwinningen uitgevoerd ten behoeve van de aanleg van de A18, waardoor enkele waterplassen ontstonden.
Op 1 januari 1977 hield de zelfstandige gemeente Roksem op te bestaan, en werd het een deelgemeente van de fusiegemeente Oudenburg.

## Demografische ontwikkeling
- Bronnen:NIS, Opm:1831 tot en met 1970=volkstellingen; 1976 = inwoneraantal op 31 december

## Bezienswaardigheden
- De Sint-Michielskerk is een moderne zaalkerk, met een losstaande klokkentoren. De kerk werd in 1964 gebouwd. Het vroegere Romaanse kerkje is al lang verdwenen (16de eeuw). Op de plaats is na opgravingen het grondplan van dit kerkje aangelegd.
- De Witte Molen, een stenen bergmolen uit 1843.
- De watertoren.

## Galerij

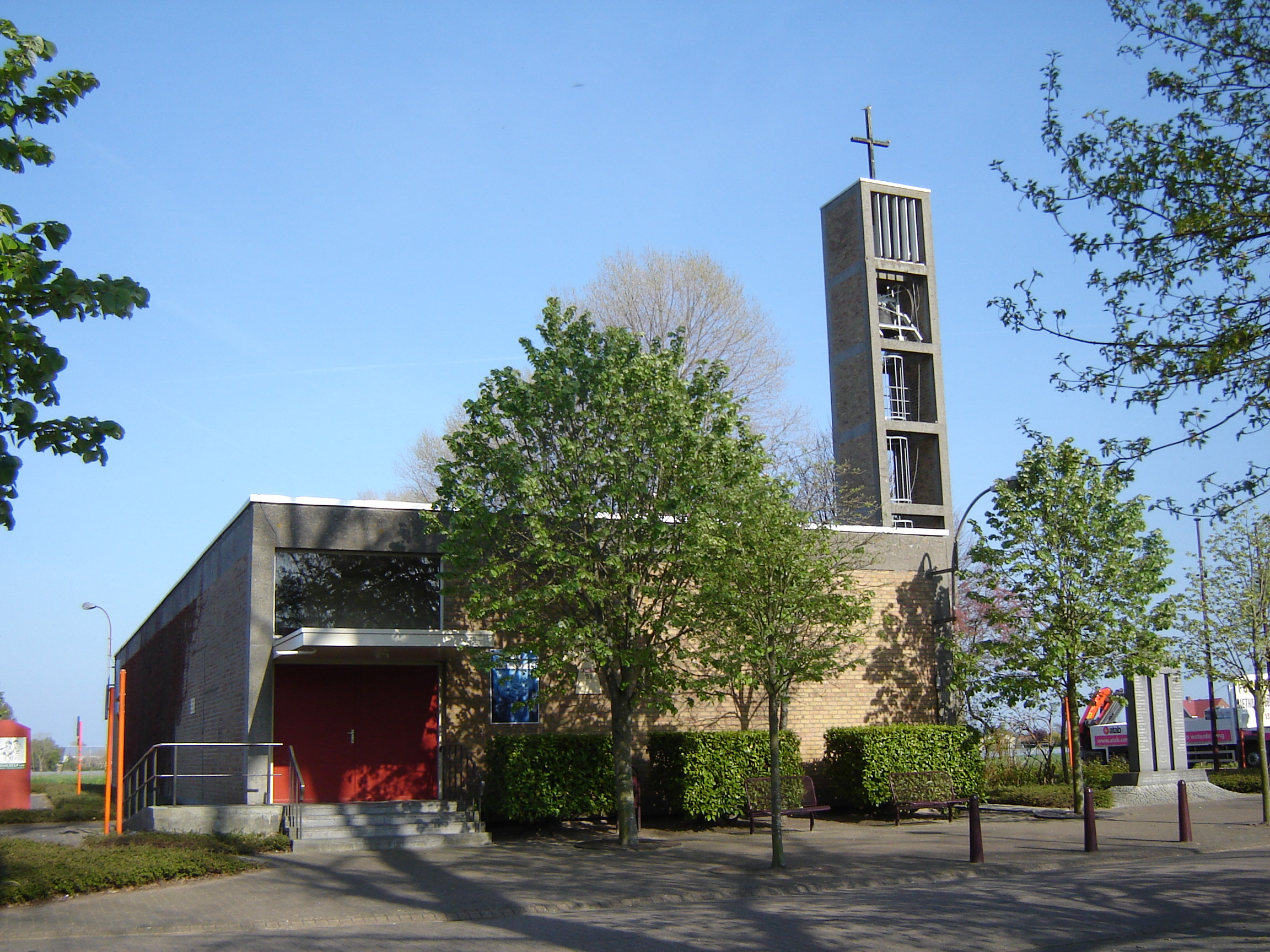
Moderne Sint-Michielskerk
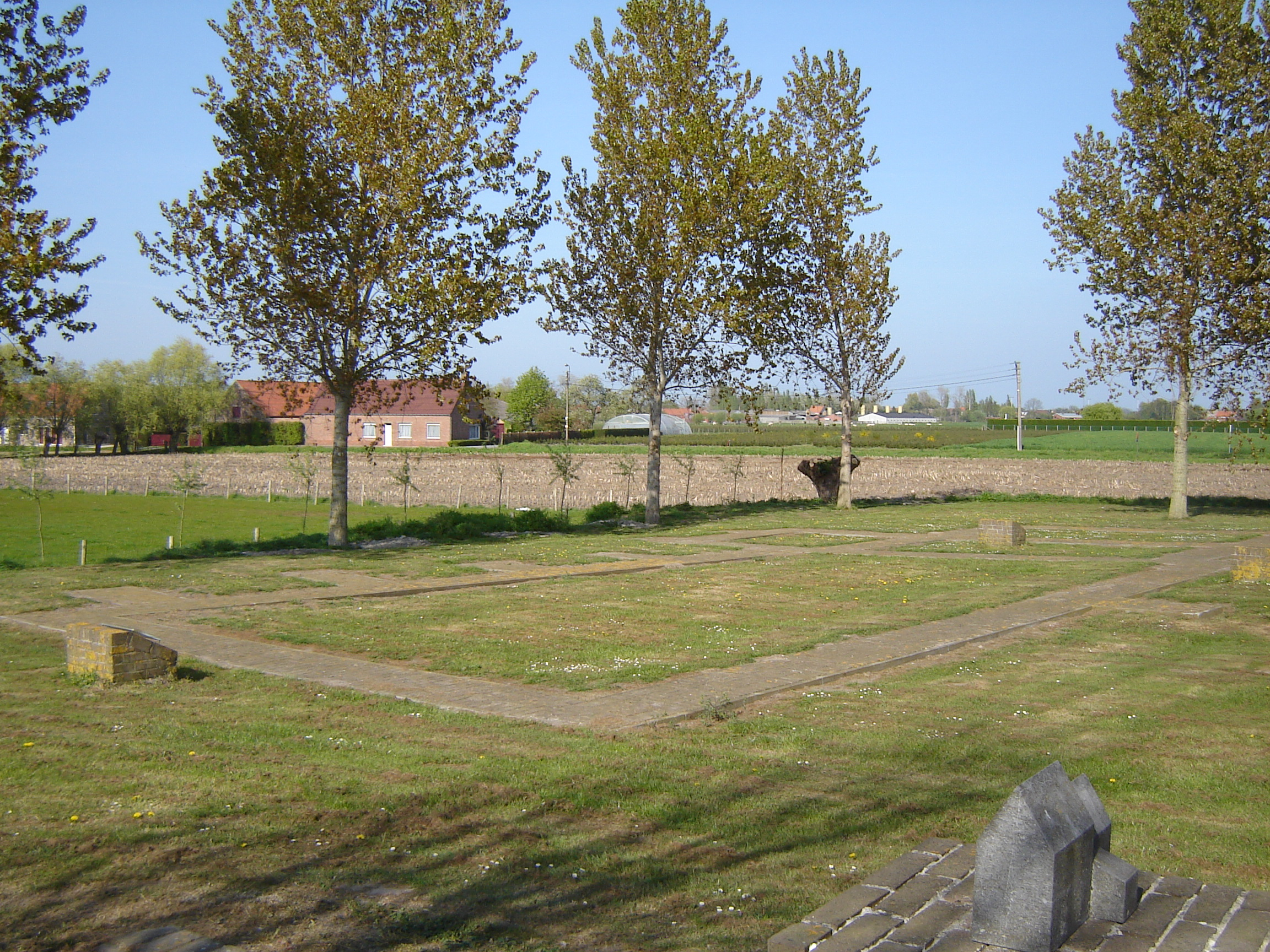
Locatie vroegere Romaanse kerk
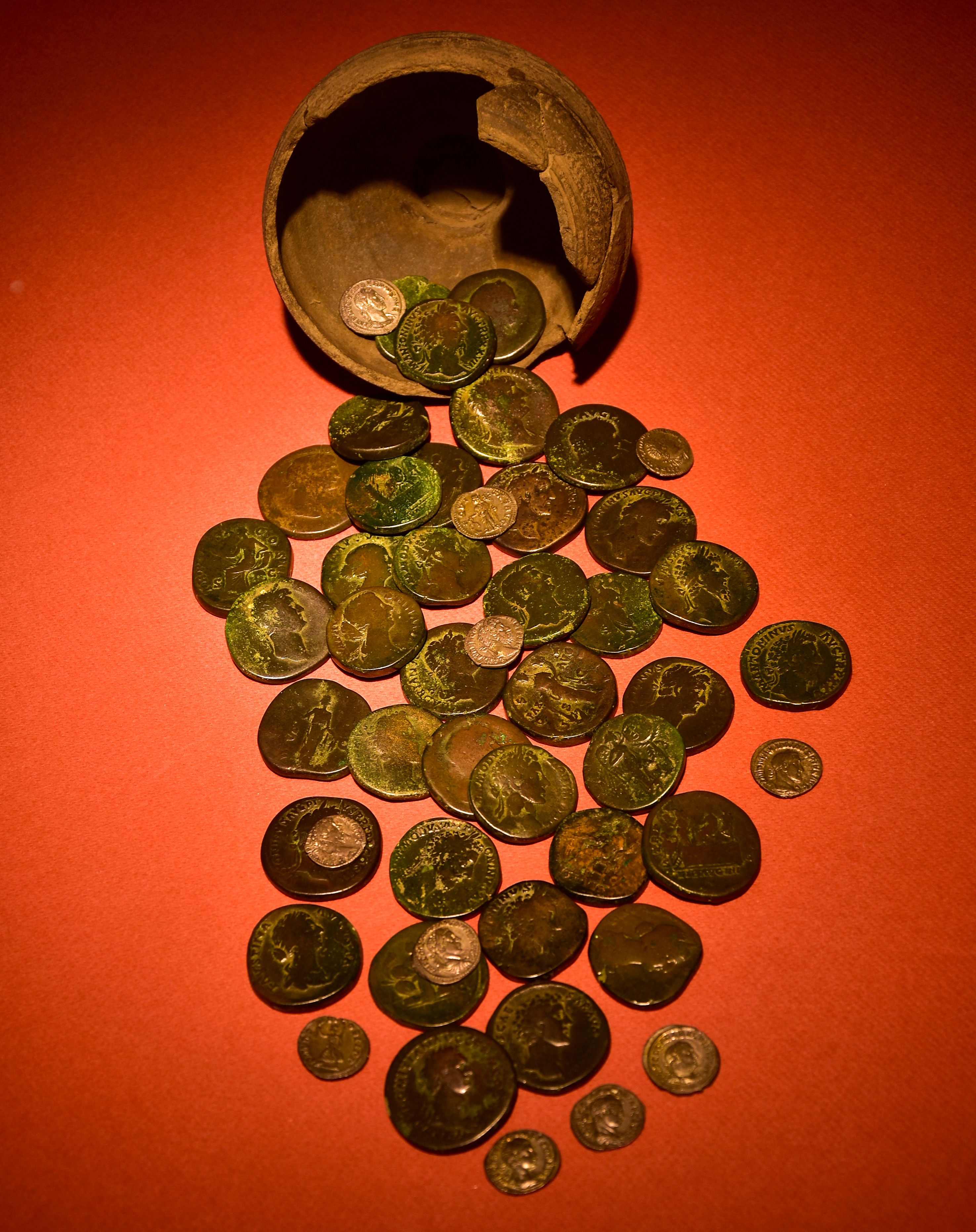
Muntschat van Roksem in het Romeins Archeologisch Museum

## Natuur en landschap
Roksem ontwikkelde zich op een pleistocene dekzandrug die op een getuigenheuvel, bestaande uit Tertiaire afzettingen, werd afgezet. Het hoogste punt, ter hoogte van de watertoren, bedraagt 16 meter.
Zandwinning voor de aanleg van de A18, in de jaren '70 van de 20e eeuw, leidde tot het ontstaan van waterplassen, zoals natuurgebied De Hoge Dijken en De Kluiten.

## Nabijgelegen kernen
Westkerke, Oudenburg, Ettelgem, Zerkegem, Bekegem